# Вівсяна кормова одиниця
Вівсяна кормова одиниця — загальна енергетична поживність конкретного корму, еквівалентом якому є 1 кг вівсяного зерна. Це одиниця поживності кормів, яку було прийнято ще в колишньому СРСР — поживність 1 кг вівса середньої якості, при згодовуванні якого понад підтримуючий корм в організмі дорослого вола синтезується 150 г жиру, що відповідає 5920 кДж (1414 ккал) чистої енергії. За цим способом оцінки поживність будь-якого корму прирівнюється за продуктивною дією жировідкладення до 1 кг вівса.
У тваринництві вівсяна кормова одиниця та обмінна енергія прийняті за основу системи нормування і оцінки поживності кормів.

## Історія
У 1810 р. для оцінки поживності кормів з метою нормування годівлі тварин було запропоновано сінні еквіваленти, а на початку XX ст. — крохмальні еквіваленти.
У Данії, Швеції та Норвегії користуються скандинавською кормовою одиницею встановленою для тварин різних видів для отримання від них різноманітної продукції, що за поживністю дорівнює 1 кг зерна ячменю та в основу якої покладено продуктивну енергію.
Радянська кормова одиниця (вівсяна кормова одиниця) розроблена в 1922—1923 Комісією зоотехнічної вченої ради Наркомзему РРФСР під керівництвом Є. А. Богданова. Як одиниця поживності кормів в СРСР, за пропозицією 1922 року Е.А.Богданова, була прийнята кормова одиниця, що відповідає поживності 1кг сухого вівсяного зерна середньої якості і названа «радянською кормовою одиницею».
Радянська кормова одиниця є похідним крохмального еквівалента. В її основі лежить крохмальна одиниця, запропонована німецьким вченим О. Кельнером, який зрівняв всі корми з поживною цінністю чистого крохмалю. 1 кг вівсяного зерна дорівнює за поживною цінностю 0,6 кг крохмалю.
Енергетична поживність кормів виражалась у вівсяних кормових одиницях до 1985 року.

## Суть вівсяної кормової одиниці
Під загальною поживністю корму (раціону) розуміють сумарно корисну дію поживних речовин, що міститься в кормі, на продуктивність тварин. Загальна поживність — це енергетична поживність корму. Її виражають в одиницях обмінної енергії (енергія, яка фізіологічно використана організмом тварин). За одиницю оцінки загальної поживності кормів прийнята вівсяна кормова одиниця, в основі якої лежить метод обліку матеріальних змін у тілі тварини, про які роблять висновок за балансом речовин та енергії в організмі. Суть вівсяної кормової одиниці — це зміни в тілі тварин під впливом годівлі їх, роблячи висновок за відкладанням або розпадом білків і жиру, які визначають за балансом азоту і вуглецю.
Частина енергії одержаної з корму не засвоюється організмом, а виділяється з неперетравленими залишками корму. Втрати у жуйних цієї енергії приблизно дорівнюють 40%.
На практиці користуються готовими таблицями, де вказано, скільки кг того чи іншого корму дорівнюють за поживністю 1 кг вівса, або 1 вівсяній кормовій одиниці.
При відгодівлі тварин поживну якість кормів оцінюють за кількістю кормових одиниць у кілограмі, центнері, тонні корму.

## Недоліки
Класична система вівсяних кормових одиниць вважається застарілою в секторі тваринництва, оскільки вона недооцінює енергетичну цінність корму по шляху перетворення її в молоці. Для цього, в наш час відмовилися на користь інших, ефективніших, таких як чистий метод енергії (нетто-енергія), прийнятий в основному в Північній Америці, або французької кормової одиниці, прийнятої в Європі.
В Україні, країнах СНД, Польщі, Румунії, болгарії та ін. прийнята система оцінки кормів за показниками вівсяних кормових одиниць.

## Перерахунок кормів у кормові одиниці
Перерахунок фізичної маси кормів у кормові одиниці в сільськогосподарських підприємствах здійснюється за коефіцієнтами, що визначаються лабораторними дослідженнями кормів, які проводяться на місцях агрохімічною службою, і тільки при їх відсутності — за «Довідником поживності кормів», що застосовується для кожної природно-кліматичної зони України за видами кормів. Перерахунок фізичної ваги кормів у кормові одиниці в домогосподарствах здійснюється за нормативними оцінками їх кормової якості.

## Середня поживність кормів (у кормових одиницях)
| Види кормів                                                          | Вміст кормових одиниць в 1 кг кормів, кг |
| -------------------------------------------------------------------- | ---------------------------------------- |
| Рослини:                                                             |                                          |
| бобово-різнотравно-злакова трава                                     | 0,24                                     |
| злакового пасовища                                                   | 0,26                                     |
| злаково-різнотравного пасовища                                       | 0,27                                     |
| злаково-різнотравного лука                                           | 0,24                                     |
| штучного пасовища                                                    | 0,20                                     |
| пасовища конюшини                                                    | 0,17                                     |
| конюшино-тимофійчаного пасовища                                      | 0,24                                     |
| лукового пасовища                                                    | 0,24                                     |
| м'ятликового пасовища                                                | 0,32                                     |
| лісового пасовища                                                    | 0,19                                     |
| лукостепового пасовища                                               | 0,26                                     |
| осокового лука                                                       | 0,20                                     |
| зелена маса штучного пасовища                                        | 0,23                                     |
| зелена маса злаково-різнотравного лука                               | 0,29                                     |
| зелена маса лукового пасовища                                        | 0,19                                     |
| зелена маса осокової рослинності                                     | 0,19                                     |
| зелена маса пирійного степу                                          | 0,30                                     |
| зелена маса природного сінокосу                                      | 0,18                                     |
| зелена маса суходільного лука                                        | 0,23                                     |
| зелена маса заливного лука                                           | 0,25                                     |
| пасовищна лугова у долинах рік                                       | 0,21                                     |
| пасовищна з грястицею                                                | 0,21                                     |
| заплавного лука                                                      | 0,21                                     |
| грястиця збірна                                                      | 0,23                                     |
| житняк                                                               | 0,23                                     |
| кострець безвісний                                                   | 0,25                                     |
| кукурудза: цвітіння                                                  | 0,15                                     |
| кукурудза:молочної стиглості                                         | 0,18                                     |
| кукурудза:молочно-воскової стиглості                                 | 0,21                                     |
| кукурудза:воскової стиглості                                         | 0,27                                     |
| кукурудза:качани: молочної стиглості                                 | 0,23                                     |
| кукурудза:молочно-воскової стиглості                                 | 0,36                                     |
| кукурудза:воскової стиглості                                         | 0,58                                     |
| овес                                                                 | 0,18                                     |
| вівсяниця лучна                                                      | 0,22                                     |
| зелена маса вівсяниці лучної                                         | 0,22                                     |
| зелена маса суданки                                                  | 0,20                                     |
| просо кормове                                                        | 0,23                                     |
| пирій                                                                | 0,26                                     |
| пшениця озима                                                        | 0,20                                     |
| райграс                                                              | 0,15                                     |
| жито озиме                                                           | 0,19                                     |
| сорго                                                                | 0,20                                     |
| суданка                                                              | 0,20                                     |
| тимофіївка                                                           | 0,25                                     |
| ячмінь                                                               | 0,18                                     |
| вика                                                                 | 0,17                                     |
| горох                                                                | 0,17                                     |
| конюшина                                                             | 0,20                                     |
| конюшина червона: бутонізація                                        | 0,18                                     |
| конюшина червона:цвітіння                                            | 0,15                                     |
| зелена маса конюшини                                                 | 0,19                                     |
| люпин                                                                | 0,19                                     |
| люцерна                                                              | 0,22                                     |
| люцерна: бутонізація                                                 | 0,18                                     |
| люцерна: цвітіння                                                    | 0,21                                     |
| зелена маса люцерни                                                  | 0,20                                     |
| лядвенець                                                            | 0,26                                     |
| соя                                                                  | 0,21                                     |
| суріпиця                                                             | 0,08                                     |
| редька олійна                                                        | 0,13                                     |
| чина                                                                 | 0,21                                     |
| сочевиця                                                             | 0,20                                     |
| гичка картоплі                                                       | 0,12                                     |
| топінамбур                                                           | 0,20                                     |
| ріпак                                                                | 0,12                                     |
| гичка капусти кормової                                               | 0,14                                     |
| гичка моркви                                                         | 0,17                                     |
| листя капусти                                                        | 0,13                                     |
| гичка буряка кормового                                               | 0,10                                     |
| гичка буряка напівцукрового                                          | 0,12                                     |
| гичка буряка цукрового                                               | 0,16                                     |
| сіно бобово-різнотравне                                              | 0,45                                     |
| сіно злаково-різнотравне                                             | 0,46                                     |
| сіно лука культурного                                                | 0,52                                     |
| сіно лугове злакове                                                  | 0,50                                     |
| сіно житнє                                                           | 0,50                                     |
| сіно злакове                                                         | 0,46                                     |
| сіно кострицеве                                                      | 0,47                                     |
| сіно просяне                                                         | 0,55                                     |
| сіно пирію повзучого                                                 | 0,50                                     |
| сіно райграсу                                                        | 0,47                                     |
| сіно суданки                                                         | 0,57                                     |
| сіно тимофійчате                                                     | 0,48                                     |
| сіно викове                                                          | 0,46                                     |
| сіно горохове                                                        | 0,49                                     |
| сіно конюшини                                                        | 0,52                                     |
| сіно люцерни                                                         | 0,44                                     |
| сіно люцерни степової                                                | 0,46                                     |
| сіно соєве                                                           | 0,50                                     |
| сіно еспарцетове                                                     | 0,50                                     |
| соломка бобова                                                       | 0,20                                     |
| соломка викова                                                       | 0,22                                     |
| соломка вико-вівсяна                                                 | 0,28                                     |
| соломка горохова                                                     | 0,30                                     |
| соломка горохово-вівсяна                                             | 0,30                                     |
| соломка гречана                                                      | 0,29                                     |
| соломка конюшини                                                     | 0,17                                     |
| соломка вівса                                                        | 0,31                                     |
| соломка просяна                                                      | 0,40                                     |
| соломка пшениці ярої                                                 | 0,22                                     |
| соломка ячмінна                                                      | 0,34                                     |
| силос різнотравний                                                   | 0,15                                     |
| силос гороховий                                                      | 0,23                                     |
| силос конюшини                                                       | 0,20                                     |
| силос люцерни                                                        | 0,19                                     |
| силос кукурудзи                                                      | 0,20                                     |
| силос соняшника                                                      | 0,18                                     |
| силос вико-вівсяний                                                  | 0,23                                     |
| силос горохово-виковий                                               | 0,21                                     |
| силос із сирої картоплі                                              | 0,20                                     |
| сінаж конюшини                                                       | 0,34                                     |
| сінаж люцерни                                                        | 0,35                                     |
| сінаж вико-вівсяний                                                  | 0,32                                     |
| сінаж різнотравний                                                   | 0,29                                     |
| сінаж горохово-вівсяний                                              | 0,46                                     |
| коренеплоди картоплі                                                 | 0,30                                     |
| картопля варена                                                      | 0,36                                     |
| коренеплоди топінамбура                                              | 0,29                                     |
| коренеплоди буряка кормового                                         | 0,12                                     |
| коренеплоди буряка напівцукрового                                    | 0,17                                     |
| коренеплоди буряка цукрового                                         | 0,24                                     |
| коренеплоди моркви                                                   | 0,14                                     |
| зерно бобів кормових                                                 | 1,10                                     |
| зерно гороху                                                         | 1,18                                     |
| зерно сої                                                            | 1,45                                     |
| кукурудза біла                                                       | 1,33                                     |
| кукурудза жовта                                                      | 1,33                                     |
| кукурудза з качанами                                                 | 1,11                                     |
| кормові боби                                                         | 1,29                                     |
| гречка                                                               | 1,89                                     |
| гарбузи                                                              | 0,10                                     |
| кабачки                                                              | 0,07                                     |
| кавуни кормові                                                       | 0,09                                     |
| пшоно (корм для курчат)                                              | 1,19                                     |
| овес                                                                 | 1,00                                     |
| просо                                                                | 0,98                                     |
| пшениця тверда                                                       | 1,27                                     |
| пшениця м'яка                                                        | 1,28                                     |
| рис                                                                  | 1,33                                     |
| сорго                                                                | 1,19                                     |
| ячмінь                                                               | 1,15                                     |
| Макуха: лляна                                                        | 1,27                                     |
| соняшника                                                            | 1,08                                     |
| ріпаку                                                               | 1,17                                     |
| сої                                                                  | 1,35                                     |
| Висівки: пшеничні                                                    | 0,75                                     |
| житні                                                                | 0,71                                     |
| рисові                                                               | 0,68                                     |
| Шрот: лляний                                                         | 1,07                                     |
| Шрот: соняшниковий                                                   | 1,03                                     |
| Шрот: ріпаковий                                                      | 1,00                                     |
| Шрот: соєвий                                                         | 1,21                                     |
| Шрот: кукурудзяний                                                   | 1,17                                     |
| Кормові відходи та продукти переробки сільськогосподарської сировини |                                          |
| борошняний пил пшеничний                                             | 0,46                                     |
| борошняний пил житній                                                | 0,68                                     |
| зметки млинові                                                       | 0,80                                     |
| горохове борошно, кормове                                            | 1,16                                     |
| борошно кормових бобів                                               | 1,10                                     |
| кукурудзяне борошно, кормове                                         | 1,33                                     |
| вівсяне борошно сіяне                                                | 1,17                                     |
| пшеничне борошно, кормове                                            | 1,12                                     |
| житнє борошно, кормове                                               | 1,17                                     |
| рисове борошно, кормове                                              | 1,08                                     |
| соєве борошно, кормове                                               | 1,36                                     |
| дріжджі сушені                                                       | 1,17                                     |
| пивна дробина свіжа                                                  | 0,23                                     |
| пивна дробина сушена                                                 | 0,80                                     |
| дріжджі кормові                                                      | 1,09                                     |
| солодина (відходи дріжджового виробництва)                           | 0,20                                     |
| патока кормова (меляса)                                              | 0,77                                     |
| патока крохмальна                                                    | 1,00                                     |
| маїсовий корм сухий (відходи бродильного виробництва)                | 1,26                                     |
| залишки їдалень, кухонь (суміш)                                      | 0,27                                     |
| виноградні вижимки                                                   | 0,04                                     |
| трав'яне борошно штучного сушіння із сіяних і природних трав         | 0,68                                     |
| штучно збезводнені зелені корми з інших видів сировини               | 0,50 - 0,60                              |
| хвойне борошно                                                       | 0,40                                     |
| Корми тваринного походження                                          |                                          |
| молоко коров'яче цільне (3,7% жирн.)                                 | 0,35                                     |
| молозиво                                                             | 0,51                                     |
| зняте молоко (обрат)                                                 | 0,13                                     |
| сироватка молочна свіжа                                              | 0,13                                     |
| кров'яне борошно                                                     | 1,06                                     |
| м'ясокісткове борошно                                                | 0,89                                     |
| м'ясне борошно                                                       | 1,06                                     |
| рибне борошно стандартне                                             | 0,83                                     |
| мед                                                                  | 0,98                                     |